# الضربات الإسرائيلية على إيران (أكتوبر 2024)
في 26 أكتوبر 2024، شنت إسرائيل ضربات على العاصمة الإيرانية طهران، وكان المجتمع الدولي يتوقع بشدة وقوع هذه الهجمات في أعقاب الضربات الإيرانية على إسرائيل في وقت سابق من هذا الشهر. سمت إسرائيل الهجوم باسم عملية أيام التوبة (بالعبرية: מבצע ימי תשובה).

## خلفية
في الأول من أبريل، قصفت إسرائيل السفارة الإيرانية في دمشق، سوريا. وأسفر الهجوم عن مقتل 16 شخصًا، بينهم عدد من الضباط الإيرانيين ومقاتلين بالوكالة. ومن أبرز القتلى محمد رضا زاهدي، قائد فيلق القدس التابع الحرس الثوري الإيراني الذي قُتل في الغارة الجوية. ويُزعم أن المسؤولين الإيرانيين الموجودين في المبنى كانوا يجتمعون مع قادة مسلحين فلسطينيين في وقت الهجوم. وردًا على ذلك، قامت إيران ووكلاؤها بشن هجمات على إسرائيل في 13 أبريل، مستهدفين قواعد عسكرية. في 19 أبريل، قصفت إسرائيل منشأة للدفاع الجوي في أصفهان بإيران ردًا على ذلك. وكانت الضربات محدودة.
في 31 يوليو، اغتيل إسماعيل هنية، الزعيم السياسي والقيادي في حركة حماس، في العاصمة الإيرانية طهران. وتعهدت إيران بالرد.
في 17 سبتمبر/أيلول، اعتمدت إسرائيل هدفاً جديداً للحرب: إعادة المدنيين النازحين الإسرائيليين بسبب حزب الله إلى منازلهم في شمال إسرائيل. وفي وقت لاحق من ذلك اليوم واليوم التالي، انفجرت آلاف أجهزة الاتصالات (بما في ذلك أجهزة النداء (البيجر) وأجهزة اللاسلكي (الووكي توكي)) في وقت واحد في جميع أنحاء لبنان وسوريا، حيث كانت إسرائيل تهدف إلى مهاجمة أعضاء حزب الله. أدى الهجوم إلى مقتل 42 شخصًا. وردًا على ذلك، شن حزب الله هجمات صاروخية على المدن والبلدات الإسرائيلية الشمالية، بما في ذلك الناصرة، في 22 سبتمبر/أيلول. في 23 سبتمبر، قتلت إسرائيل اثنين من كبار قادة حزب الله، إبراهيم عقيل وأحمد وهبة في الضاحية الجنوبية، بيروت. في 23 سبتمبر، بدأت إسرائيل حملة قصف على جنوب لبنان.
في 27 سبتمبر 2024، أدت غارة جوية إسرائيلية في الضاحية الجنوبية إلى مقتل حسن نصر الله،الأمين العام لحزب الله. وأدى الهجوم أيضًا إلى مقتل علي كركي معه، قائد الجبهة الجنوبية لحزب الله وعباس نيلفوروشان أيضا، نائب قائد الحرس الثوري الإيراني وقائد فيلق القدس في لبنان.
ردًا على مقتل هنية ونيلفوروشان ونصر الله، ضربت إيران إسرائيل في ذلك اليوم، مما أدى إلى إلحاق بعض الأضرار بقواعد عسكرية، في ما كان أكبر هجوم في الصراع الإيراني الإسرائيلي عام 2024.

### تسريب معلومات استخباراتية عن الهجوم
في 18 أكتوبر 2024، نُشرت وثيقتان استخباريتان سريتان سربتا من وكالة الأمن القومي الأمريكية والوكالة الوطنية للاستخبارات الجغرافية المكانية على قنوات في تطبيق تيليجرام، تتعلق الوثائق بخطط إسرائيل للرد على الهجمات الإيرانية التي استهدفتها في أكتوبر 2024، وكشفت الوثائق عن تفاصيل مخططات الولايات المتحدة بشأن التدابير العسكرية الإسرائيلية، بما في ذلك تدريبات سلاح الجو، وعمليات الطائرات بدون طيار، ونقل الذخائر المتقدمة، بالإضافة إلى صور الأقمار الصناعية التي أجرتها الولايات المتحدة لسلاح الجو الإسرائيلي. إحدى الوثائق أكدت امتلاك إسرائيل للأسلحة النووية، وهو ما لم تعترف به إسرائيل أو الولايات المتحدة علنًا من قبل. كما أظهرت التسريبات مدى مساهمة الولايات المتحدة في التجسس على إيران لدعم المعلومات الاستخبارية لخطط إسرائيل العسكرية المتوقعة.

## الضربات
في الساعات الأولى من يوم 26 أكتوبر 2024، قام الجيش الإسرائيلي بتنفيذ غارات جوية على أهداف عسكرية في إيران، صرح الجيش الإسرائيلي أن الضربات جاءت ردًا على الضربات الإيرانية ضد إسرائيل في الأول من أكتوبر 2024 وبسبب الأعمال المسلحة التي قام بها أناس بالنيابة عن إيران في محور المقاومة. وقبيل الهجمات مباشرة، أخطرت إسرائيل إدارة بايدن في الولايات المتحدة بالهجمات الوشيكة على إيران.
وأفادت هيئة التلفزيون الحكومي الإيراني بسماع أصوات انفجارات في مختلف أنحاء طهران، وصرح مسؤولان عربيان بأن الهجوم بدا وكأنه يستهدف مستودع أسلحة ومكتبًا أو ثكنة عسكرية. كما أبلغ عن وقوع انفجارات في مدينة كرج الواقعة غرب طهران مباشرة. أعلن الجيش الإيراني صباح اليوم مقتل جنديين في الهجوم.
ابتداءً من الساعة 1:48 صباحًا بالتوقيت المحلي، انطلقت صفارات الإنذار وأجهزة الإنذار بشكل متواصل لمدة 30 دقيقة في عنكاوا في أربيل بالعراق، مع تكرار مكبرات الصوت في القاعدة العسكرية بمطار أربيل كلمة "المخابئ".

## ردود الفعل

### إسرائيل
في الساعة 2:30 صباحًا، أعلن الجيش الإسرائيلي أنه «نفذ ضربات دقيقة على أهداف عسكرية في إيران»، مدعيًة أن أكثر من عام من الهجمات التي شنتها إيران وحلفاؤها في جميع أنحاء الشرق الأوسط كسبب. ووفقًا لصحيفة نيويورك تايمز، فإن هذا البيان يمثل اعترافًا إسرائيليًا نادرًا بالعمليات العسكرية داخل الأراضي الإيرانية. وقال المتحدث باسم جيش الاحتلال الإسرائيلي دانيال هاغاري إن إسرائيل اختارت هذه المواقع من "بنك أهداف واسع النطاق"، وأنها ستكون قادرة على "اختيار أهداف إضافية منه وضربها إذا لزم الأمر"، مضيفًا أن "هذه رسالة واضحة - أولئك الذين يهددون دولة إسرائيل سيدفعون ثمنًا باهظًا. وبحلول الساعة 5 صباحًا تقريبًا، أكد المسؤولون الإسرائيليون أن العملية انتهت، وزعموا ضرب 20 هدفًا، وأكد بيان الجيش الإسرائيلي في الساعة 6 صباحًا انتهاء الضربات.
أعلن الجيش الإسرائيلي في 27 أكتوبر قرار تقليص عدد الجنود في القواعد العسكرية وحظر التجمعات الكبيرة لهم، في قاعات الطعام مثلًا، تحسبًا لرد إيران أو حلفائها على الهجوم الإسرائيلي.

### إيران
وأكدت وسائل الإعلام الرسمية سماع دوي انفجارات في طهران ، ونسبت بعض الأصوات إلى أنظمة الدفاع الجوي في المنطقة، ومع ذلك، لم يقدم التلفزيون الرسمي أي تفاصيل أخرى لعدة ساعات، ولم يذكر الهجوم إلا  وقدم مراسلون متمركزون في جميع أنحاء العاصمة مشاهد للحياة الطبيعية، بما في ذلك الأسواق وحركة المرور، مما يشير لاستقرار بعد الهجوم، صرح وزير الخارجية الإيراني عباس عراقجي أن إيران "ليس لديها حدود" عندما يتعلق الأمر بالدفاع عن مصالحها وسلامة أراضيها وشعبها "وأضاف ان "يتمتع الدبلوماسيون بظهر دافئ، وهو ما يسمى بالقوة الداخلية؛ وبطبيعة الحال، يمكن أن تكون هذه القوة الداخلية قوة عسكرية، أو قوة اقتصادية، أو قوة سياسية، أو قوة خطابية".

### أخرى
- حركة حماس: أدانت حماس «بأشد» العبارات الهحوم وعدته «انتهاكاً صارخاً للسيادة الإيرانية وتصعيداً يستهدف أمن المنطقة وسلامة شعوبها» وحملت «الاحتلال» كامل المسؤولية عن تداعيات العدوان «المدعوم من الولايات المتحدة الأمريكية» وقالت إن «العدوان الإسرائيلي الفاشي يؤكّد من جديد طبيعة كيان الاحتلال المجرم الذي لا يزال يستبيح دماء المدنيين الأبرياء في قطاع غزة ولبنان وغيرهما من شعوبنا العربية والإسلامية، مستنداً لغطاءٍ عسكري وسياسي إجرامي، من الإدارة الأمريكية وبعض العواصم الغربية».[34] كما دانت فصائل أخرى للمقاومة الفلسطينية الهجوم، حيث دانت حركة الجهاد الإسلامي الهحوم معتبرةً أنّه «اعتداء صارخ على شعوب أمتنا ومنطقتنا وتهديد خطير لأمنها» وأشارت إلى أنّ "العدوان على الأراضي الإيرانية هو محاولة فاشلة لكسر قوى المقاومة في المنطقة والتي سيزيدها هذا العدوان صلابة"، ودانت لجان المقاومة الشعبية بأشدّ العبارات الهحوم معبّرةً عن "تضامنها الكامل معها في وجه العدوان الصهيو -أميركي" واضافت ان "الهجوم الإسرائيلي الفاشل يكشف عجز الكيان الصهيوني وتردّده من مواجهة إيران بعد عمليتي الوعد الصادق" واعتبرت الجبهة الشعبية لتحرير فلسطين الهجوم أنّه "جريمة جديدة وجزء من سياق العدوان الاستعماري الشامل على شعوب المنطقة" وانها "تتضامن مع إيران وشعبها وقيادتها وندعم حقّها الكامل في الدفاع عن النفس وفي معاقبة الكيان الإسرائيلي".[35]

### الدول
- المملكة المتحدة: ذكر رئيس الوزراء كير ستارمر: «أنا واضح في القول إن إسرائيل لها الحق في الدفاع عن نفسها ضد العدوان الإيراني. أنا واضح بالقدر نفسه في أننا بحاجة إلى تجنب المزيد من التصعيد الإقليمي وحث جميع الأطراف على ضبط النفس. لا ينبغي لإيران أن ترد».[36]
- الولايات المتحدة: صرح مسؤول كبير لم يُذكر اسمه من إدارة بايدن أن الضربات الجوية تبدو وكأنها رد مدروس ومتعمد على هجمات سابقة من إيران، مما يشكل خطرًا ضئيلًا على سلامة المدنيين.[37] قال المتحدث باسم مجلس الأمن القومي شون سافيت إن الضربة الإسرائيلية "تجنبت المناطق المأهولة بالسكان ... على عكس هجوم إيران على إسرائيل الذي استهدف المدينة الأكثر اكتظاظًا بالسكان في إسرائيل". وأضاف أن الولايات المتحدة تحث إيران على التوقف عن مهاجمة إسرائيل "حتى تنتهي هذه الدورة من القتال دون مزيد من التصعيد".[38]
- فرنسا: صرحت وزارة الخارجية بأن جميع الأطراف "يجب أن تمتنع عن أي تصعيد أو عمل من شأنه أن يؤدي إلى تفاقم السياق المتوتر للغاية في المنطقة".[39]
- ألمانيا: صرح المستشار الألماني أولاف شولتس على إكس أن رسالته إلى إيران هي أن "ردود الفعل التصعيدية الهائلة لا ينبغي أن تستمر، يجب أن تتوقف هذه على الفور، حينها فقط يمكننا فتح إمكانية التطور السلمي في الشرق الأوسط".[40]
- الجزائر: أدانت الخارجية الجزائرية بشدة «الهجمات العسكرية التي أقدم عليها مجدداً جيش الاحتلال الإسرائيلي ضد الجمهورية الإسلامية الإيرانية» وأعربت عن "تضامنها مع الأشقاء في إيران في مواجهة هذا العدوان الشنيع" وأنه "يعتبر انتهاكاً سافراً لسيادة إيران وخرقاً صارخاً لميثاق الأمم المتحدة ومبادئ القانون الدولي".[41]
- تونس: أصدرت وزارة خارجية البلاد بيانًا حذرت فيه من «عواقب الهجوم» الذي اعتبرته «انتهاك سافر لسيادة ايران واستهتار بالقانون الدولي» ودعت المجتمع الدولي إلى "تحمل مسؤولياته بشكل عاجل لوضع حد لهذا النهج المتهور".[42]
- مصر: أكدت الخارجية المصرية إدانتها لكل "الإجراءات التى تهدد أمن واستقرار المنطقة وتؤدى لتأجيج الوضع الهَشّ بالإقليم وإذكاء حالة الاحتقان واحتدام الصراع بالمنطقة" وحذرت من "مخاطر التصعيد الراهنة والتى قد تؤدى سواء عن عمد أو نتيجة لحسابات خاطئة لانزلاق المنطقة لمواجهة خطيرة تهدد الأمن الإقليمي والدولي.[43]
- قطر: إدانت الخارجية القطرية واستنكرت بشدة الهجوم وجددت دعوة المجتمع الدولي "لتكثيف الجهود الرامية للتهدئة وخفض التصعيد وإنهاء معاناة شعوب المنطقة لاسيما في غزة ولبنان"، وجدد رئيس الوزراء وزير الخارجية القطري الشيخ محمد بن عبد الرحمن آل ثاني خلال اتصال مع وزير خارجية إيران عباس عراقجي "إدانة بلاده استهداف إسرائيل لإيران" واعتبره "انتهاكا لسيادتها وخرقًا واضحا لمبادئ القانون الدولي" وأعرب عن "قلق قطر إزاء التداعيات الخطيرة المترتبة على الهجوم الإسرائيلي على إيران، معتبرة إياه انتهاكا للسيادة وخرقا لمبادئ القانون الدولي".[44]
- السعودية: أدانت السعودية الهجوم وأعربت وزارة الخارجية عن "إدانتها واستنكارها للاستهداف العسكري الذي تعرضت له إيران" واعتبرته "يعد انتهاكاً للسيادة الإيرانية ومخالفة للقوانين والأعراف الدولية" وأكدت "موقفها الثابت في رفضها لاستمرار التصعيد في المنطقة وتوسع رقعة الصراع الذي يهدد أمن واستقرار دول المنطقة وشعوبها".[45]
- الإمارات العربية المتحدة: أدانت الإمارات بشدة "الاستهداف العسكري" الذي تعرضت له إيران وعبرت عن "قلقها العميق إزاء استمرار التصعيد وتداعياته على الأمن والاستقرار في المنطقة" وأكدت "أهمية ممارسة أقصى درجات ضبط النفس والحكمة لتجنب المخاطر وتوسيع رقعة الصراع".[46]
- باكستان: صرحت وزارة الخارجية بأن الضربات تقوض أي فرصة للسلام والاستقرار في المنطقة، كما صرحت بأن إسرائيل "تتحمل المسؤولية الكاملة عن الدورة الحالية من التصعيد وتوسع الصراع في المنطقة، وحذر رئيس الوزراء شهباز شريف من أن مثل هذه الإجراءات تعرض السلام الإقليمي والقانون الدولي للخطر.[47]
- روسيا: صرحت المتحدثة باسم وزارة الخارجية ماريا زاخاروفا بأنها تحث جميع الأطراف على "ممارسة ضبط النفس ووقف العنف ومنع تطور الأحداث إلى سيناريو كارثي".[48]
- تركيا: أدانت وزارة الخارجية التركية الهجوم وقالت إن "إسرائيل التي ترتكب إبادة جماعية في غزة، وتستعد لضم الضفة الغربية، وتقتل المدنيين كل يوم في لبنان، قد دفعت منطقتنا الآن إلى شفا حرب أوسع بهذا الهجوم" واضافت "ومن الواضح الآن أن وضع حد للإرهاب الإسرائيلي في المنطقة أصبح مهمة تاريخية لضمان الأمن والسلام الدوليين".[49]
- ماليزيا: وصفت وزارة الخارجية الماليزية الضربات بأنها "انتهاك واضح للقانون الدولي" ودعت إلى "وقف فوري للأعمال العدائية".[50]